# Le Crocq
Le Crocq é uma comuna francesa na região administrativa de Altos da França, no departamento de Oise. Estende-se por uma área de 3,1 km². Em 2010 a comuna tinha 184 habitantes (densidade: 59,4 hab./km²).